# Anthracobia subatra
Anthracobia subatra är en svampart som först beskrevs av Rehm, och fick sitt nu gällande namn av Meinhard (Michael) Moser 1963. Anthracobia subatra ingår i släktet Anthracobia och familjen Pyronemataceae.   Inga underarter finns listade i Catalogue of Life.